# Jiří Čunek

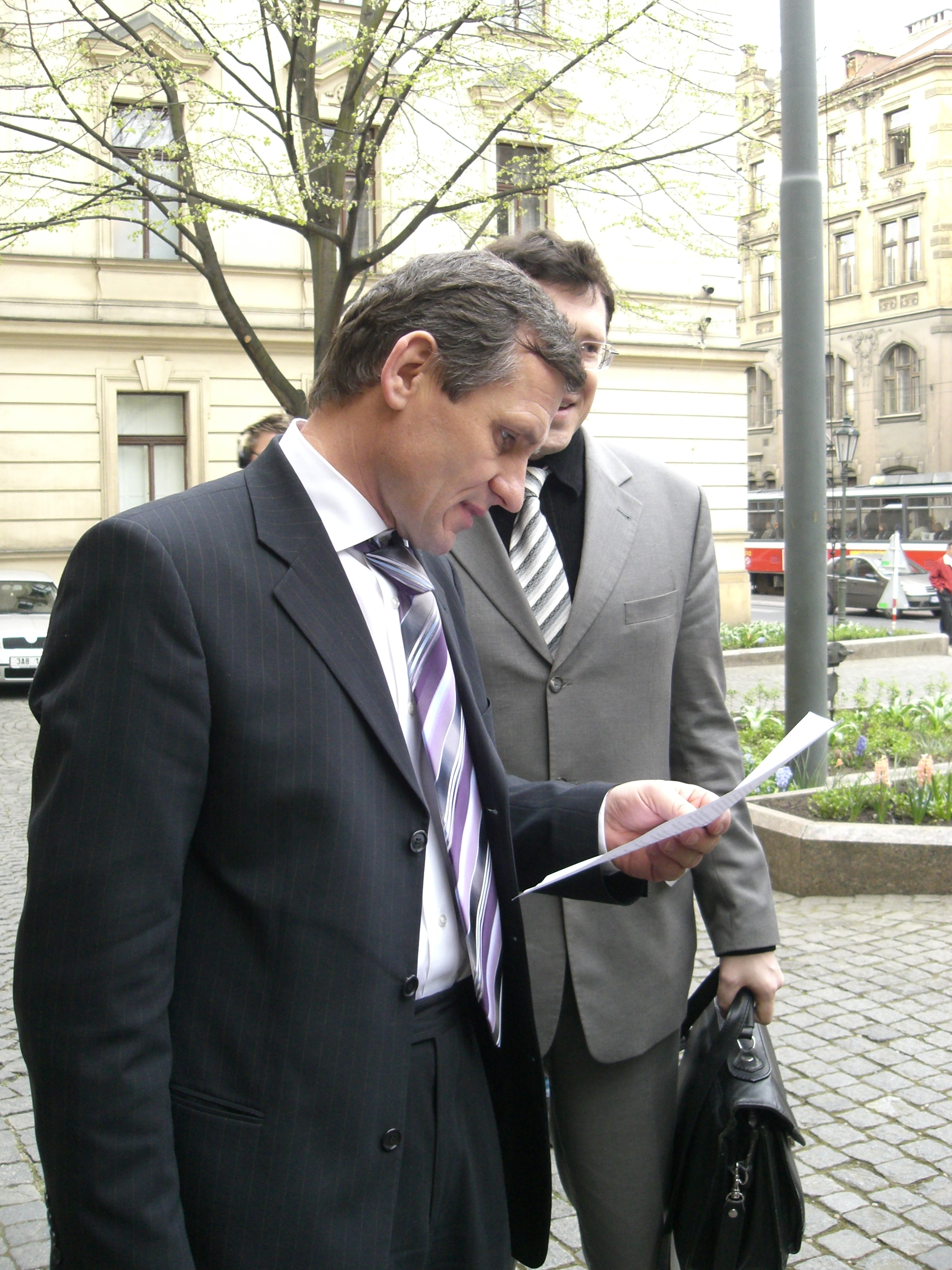
Jiří Čunek čtoucí protestní materiál občana

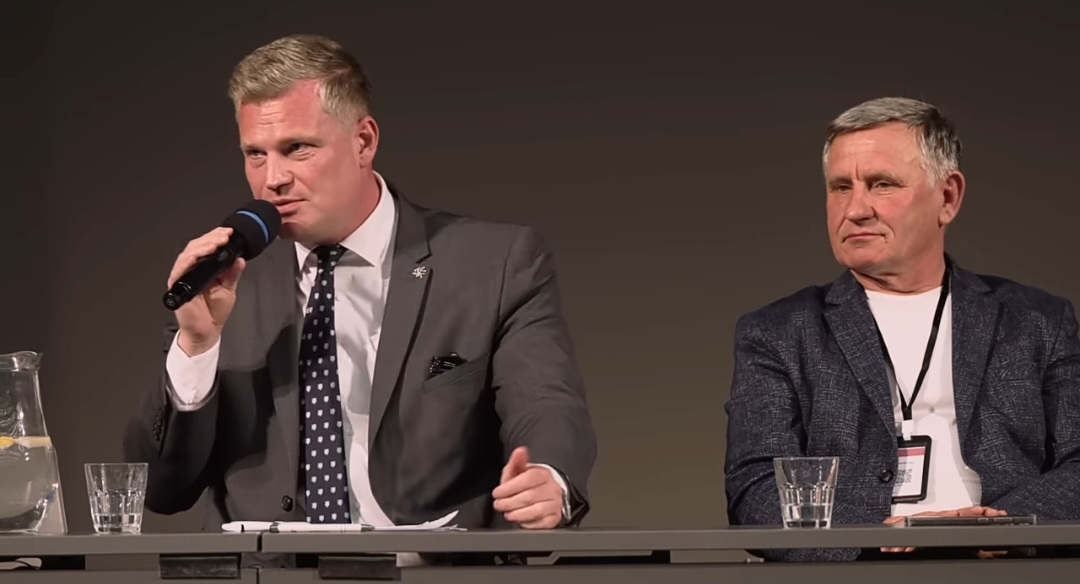
Europoslanec Filip Turek a Jiří Čunek (Konzervativní kemp, Seč, 10. května 2025)

Jiří Čunek (* 22. února 1959 Gottwaldov) je český politik, od ledna do listopadu 2007 a pak opět od dubna 2008 do ledna 2009 první místopředseda druhé vlády Mirka Topolánka a ministr pro místní rozvoj ČR, v letech 2006 až 2009 předseda KDU-ČSL, od října 2006 senátor za obvod č. 77 – Vsetín, v letech 2016 až 2020 hejtman Zlínského kraje, v letech 2000 až 2008 a opět od roku 2012 zastupitel Zlínského kraje, v letech 1998 až 2007, poté v letech 2014 až 2017 a dále od roku 2022 starosta města Vsetína.

## Životopis
Jiří Čunek se v letech 1974–1977 vyučil na středním odborném učilišti v Napajedlech. Při zaměstnání jako automechanik ve zlínských (tehdy gottwaldovských) Pozemních stavbách roku 1982 odmaturoval na SPŠ strojní v Gottwaldově. Nato nastoupil do Zbrojovky Vsetín, nejprve jako bezpečnostní technik, od roku 1993 vedoucí bezpečnosti práce. Do KDU-ČSL vstoupil roku 1990, na podzim 1994 byl zvolen do vsetínského zastupitelstva a tři měsíce působil jako místostarosta, poté byl členem bytové komise a předsedou okresní organizace KDU-ČSL. Po volbách na podzim 1998 se stal starostou Vsetína; od roku 2000 také zastupitelem Zlínského kraje. Tím, že Čunek nemá vysokoškolské vzdělání, údajně argumentovali někteří odpůrci jeho předsednictví.
Česká rada dětí a mládeže mu v roce 2006 udělila Cenu Přístav za podporu mimoškolní práce s dětmi a mládeží.[zdroj?]

## Rodina
Jeho manželka Pavla Čunková (* 28. dubna 1958 sňatek 1982) vystudovala Palackého univerzitu v Olomouci a má ve Vsetíně praxi zubní lékařky; manželé spolu mají 4 dcery, jejichž věk byl v roce 2006 uváděn jako 22, 20, 14 a 12 let. Je prostředním ze tří bratří, starší Josef a mladší Václav. Jeho starší bratr Josef je katolický kněz, jezuita a administrátor římskokatolické farnosti Velehrad. Bratr Václav je salesiánský kněz v Teplicích. Měl i sestru Janu. Čunkův bratranec (matky jsou sestry) je herec Josef Polášek. Čunkův otec zemřel po autohavárii v roce 2006.

## Politická kariéra

### Předseda KDU-ČSL a senátor
Na podzim roku 2006 se po výrazném volebním vítězství stal senátorem za obvod č. 77 – Vsetínsko. V prosinci 2006 nahradil odstoupivšího Miroslava Kalouska na postu předsedy lidové strany. Do předsednictva strany se pak dostali především jeho favorité. Ještě předtím se několikrát sešel s Jiřím Paroubkem, za což byl ve straně kritizován. V té době se pohyboval na vrcholu žebříčku nejpopulárnějších politiků v zemi.

### Ministr pro místní rozvoj
Po svém zvolení do čela strany se zapojil do sestavování vlády. Původně se stavěl proti tomu, aby koalice ODS, KDU-ČSL a Strany zelených stavěla na důvěře několika přeběhlíků z levicových stran, a prosazoval dohodu s celou sociální demokracií, ale později od tohoto požadavku odstoupil. Nakonec lidovci uzavřeli dohodu s občanskými demokraty a zelenými a Jiří Čunek byl 9. ledna 2007 jmenován ministrem pro místní rozvoj a prvním místopředsedou druhé vlády Mirka Topolánka.[zdroj?] Jakožto první místopředseda vlády stál v létě v čele státní návštěvy v Etiopii namísto Mirka Topolánka, jemuž se v té době narodil syn.
Po vstupu do politiky se radikálně vymezil proti korupci, zneužívání sociálních dávek nebo positivní diskriminaci Romů. Svým přístupem si vysloužil mnoho stoupenců, ale také kritiků. V průběhu roku 2007 se okolo něj objevila řada kauz a skandálů, jež jeho stoupenci označovali za uměle vyvolané pokusy zlikvidovat neokoukaného a rozhodného politika. Přestože mu nebylo prokázáno porušení zákona, spousta především romských a liberálních organizací (včetně koaliční Strany zelených) jej opakovaně vyzývala k odstoupení z vládních funkcí.[zdroj?]

#### Odstoupení z funkce ministra
V devadesátých letech pobíral sociální dávky, přestože ve stejné době prokazatelně měl na účtu milióny korun, ale dle zjištění Aktuálně.cz „v roce 1997 bral Čunek dávky oprávněně, měl na ně nárok. Stejně tak na rodičovské přídavky na děti v roce 1998 a 1999.“. Pod nátlakem se rozhodl 7. listopadu 2007 dočasně odstoupit z funkce prvního místopředsedy vlády a ministra pro místní rozvoj. Důvodem se stalo rozhodnutí nejvyšší státní zástupkyně Renaty Vesecké pokračovat ve vyšetřování jeho údajné úplatkářské aféry, které bylo v srpnu zastaveno. I nadále však ovlivňoval chod ministerstva. Jeho nástupce nebyl jmenován a ministerstvo řídil jako první náměstek Jiří Vačkář.
To vyvolalo dohady o jeho brzkém návratu do funkce; spekulovalo se, že KDU-ČSL, která trvala na návratu svého předsedy do vlády, na oplátku podpoří v nadcházejících prezidentských volbách kandidáta ODS Václava Klause, což rozhodně popřel, v samotné prezidentské volbě poté hlasoval pro Jana Švejnara. Proti jeho návratu protestovala koaliční Strana zelených, jejíž ministr Karel Schwarzenberg dokonce hrozil vlastní demisí, vrátí-li se Čunek do vlády, aniž by byly dostatečně osvětleny jeho majetkové poměry, především odkud vzal miliony korun v době, kdy pobíral sociální podporu.[zdroj?]

#### Krajské volby 2008
Současně zůstával předsedou KDU-ČSL, která vytrvale usilovala o jeho oficiální návrat do vlády. K němu došlo 2. dubna 2008, kdy byl znovu jmenován ministrem pro místní rozvoj. Ministr zahraničí Karel Schwarzenberg demisi nepodal, protože se rozhodl přešetřit Čunkovy rodinné finance auditem, který sám zaplatil.
Atmosféru kolem Čunka však nadále kazily nevyřešené aféry, které podrývaly jeho důvěryhodnost i u vlastních spolustraníků. A tak, když se premiér Topolánek odhodlal k rekonstrukci vlády, ke které se chystal od – pro vládní koalici katastrofálních – krajských voleb, byl jedním z těch, které chtěl premiér nahradit. Ve zvláštním tiskovém vystoupení před novináři 12. ledna 2009 pak rezignoval na posty 1. místopředsedy vlády a ministra pro místní rozvoj poté, co se neúspěšně pokoušel dosáhnout toho, aby v rámci rekonstrukce vlády místo něj odešel stranický kolega Miroslav Kalousek.
Dne 30. května 2009 neuspěl v obhajobě postu předsedy KDU-ČSL, když od 301 přítomných delegátů získal v prvním kole volby pouhých 61 hlasů. Předběhli jej Jan Březina (112 hlasů) a Cyril Svoboda (91 hlasů). Ve druhém kole volby pak těsně vyhrál Cyril Svoboda.[zdroj?]
Na komunální úrovni se mu podařilo získat ve volbách do zastupitelstva v roce 2010 ve Vsetíně nejvíce preferenčních hlasů z místních politiků, kandidoval na šestém místě za lidovce a strana celkově skončila druhá o 54 hlasů za vítěznou ODS.

### 2014–2017
V komunálních volbách v roce 2014 obhájil post zastupitele města Vsetína, když vedl kandidátku KDU-ČSL. Strana ve městě volby vyhrála (29,36 % hlasů, tj. 6 mandátů) a Čunek získal nejvíce preferenčních hlasů ze všech kandidátů všech stran (4 661 hlasů). Z tohoto titulu také usiloval o post starosty města, ale na ustavujícím zasedání zastupitelstva dne 6. listopadu 2014 zvolen nebyl. Stejně tak neuspěl o dva týdny později 24. listopadu 2014. Nakonec byl vsetínským starostou zvolen až 8. prosince 2014, v pořadí na třetím zasedání zastupitelstva, když pro něj hlasovalo 16 z 21 členů zastupitelstva a 5 se zdrželo hlasování.
V krajských volbách v roce 2016 jako lídr kandidátky KDU-ČSL přivedl stranu ve Zlínském kraji k vítězství, když KDU-ČSL získala 22,97 % odevzdaných hlasů a 12 mandátů ve 45členném krajském zastupitelstvu, přičemž sám získal 14 468 preferenčních hlasů (34,61 %). Vítězná KDU-ČSL následně uzavřela koalici s druhým hnutím ANO 2011, čtvrtým hnutím STAN a sedmou ODS a dne 2. listopadu 2016 byl zvolen hejtmanem Zlínského kraje (obdržel 31 hlasů od 45 přítomných zastupitelů).
V únoru 2017 deník MF DNES uvedl, že v té době díky souběhu tří funkcí – senátora, hejtmana a starosty – pobíral v součtu plat ve výši téměř 290 tisíc korun měsíčně a byl tak podle listu nejlépe placeným politikem. Před krajskými volbami přitom sliboval, že v případě zvolení by funkci vsetínského starosty opustil, a to zprvu do prosince 2016, poté do konce ledna 2017. V senátu podle deníku absentoval téměř u třetiny hlasování. Nakonec 11. dubna 2017 rezignoval na funkci starosty i post zastupitele města Vsetín. Jiří Čunek nadále zůstával hejtmanem Zlínského kraje a senátorem. Ve funkci jej nahradil Jiří Růžička, ředitel obecně prospěšné společnosti Elim Vsetín.
Dne 27. května 2017 na sjezdu KDU-ČSL kandidoval na předsedu strany proti úřadujícímu předsedovi Pavlu Bělobrádkovi. Se ziskem 16 % hlasů nebyl do funkce zvolen. V rámci lidové strany pod vedením Bělobrádka působil spíše kontroverzním dojmem. Bělobrádek ho nařkl, že může za rozpad koalice se Starosty v červenci 2017, což ale blíže neprokázal a odvolával se pouze na některé jeho výroky na celorepublikovém výboru a v tisku, které pobouřily mj. i Petra Gazdíka ze STANu.

### 2018–2020
V prezidentských volbách v roce 2018 podpořil Jiřího Drahoše, stejně jako celá KDU-ČSL.[zdroj?]
V pořadu Máte slovo s Michaelou Jílkovou z 29. března 2018 se tvrdě postavil proti legalizaci manželství gayů a leseb. Dle jeho slov legalizace gayů a leseb je projev úpadku společnosti, s tím, že se jedná o módní vlnu. Brojil proti změně zákona, jež by umožňovala manželství párů stejného pohlaví, vč. adopcí dětí. Svým pohledem na rodinu se netajil a snažil se o něm přesvědčovat i veřejnost. Změna zákona by podle něj vedla k úpadku společnosti. Homosexuální páry podle Jiřího Čunka nemají nárok na to, aby je stát chránil nebo jakkoli podporoval. To odůvodňoval tím, že tyto homosexuální vztahy jsou soukromou záležitostí. Ještě tvrdší slova pak vyjádřil k otázce adopcí dětí párů stejného pohlaví, když řekl, že tyto komunity nejsou přirozené nebo dokonce jeho přesvědčení, že porodnost klesá z důvodu pohodlnosti.
V září 2018 podepsal spolu s více než třiceti senátory Prohlášení skupiny senátorů, kterým podpořil co nejrychlejší přijetí 50 syrských sirotků do ČR.
Ve volbách do Senátu PČR v říjnu 2018 obhájil za KDU-ČSL svůj senátorský mandát v obvodu č. 77 – Vsetín již v 1. kole voleb, získal 51,59 % hlasů. Zároveň kandidoval v komunálních volbách do vsetínského zastupitelstva na posledním místě kandidátky KDU-ČSL, ale zvolen nebyl.
V krajských volbách v roce 2020 byl opět lídrem KDU-ČSL ve Zlínském kraji, post krajského zastupitele se mu podařilo obhájit. Nepodařilo se mu však dojednat novou koalici, a tak dne 10. listopadu 2020 ve funkci skončil. Jeho nástupcem ve funkci hejtmana se stal Radim Holiš (ANO). Do krajských voleb v roce 2024 byl opět zvolen lídrem kandidátní listiny KDU-ČSL.

### 2020–2024
V komunálních volbách v roce 2022 kandidoval do zastupitelstva Vsetína z posledního 21. místa kandidátky KDU-ČSL. Vlivem preferenčních hlasů byl zvolen zastupitelem města. Dne 24. října 2022 byl navíc zvolen starostou města. Hlasovalo pro něj 12 ze 17 přítomných zastupitelů, pět zastupitelů se zdrželo hlasování. Koalici vytvořilo hnutí ANO s KDU-ČSL, hnutím Nestraníci, ODS a uskupení „PRO-pořádek-rozvoj-odpovědnost VSETÍN“ (tj. ČSSD a nezávislí kandidáti).

### Volby 2024
Ve volbách do Senátu PČR v roce 2024 obhajoval za KDU-ČSL mandát senátora v obvod č. 77 – Vsetín, přičemž mandát se ziskem 56,76 % získal již v prvním kole.
V krajských volbách v roce 2024 byl opět zvolen lídrem KDU-ČSL ve Zlínském kraji, kdy těsně porazil senátora Josefa Bazalu v poměru hlasů 42 ku 41. Posléze utvořil koaliční dohodu s hnutím Zlín 21, se kterým lidovci v krajských volbách společně kandidovali. Mandát krajského zastupitele se mu podařilo získat.
Kandidaturu na šéfa KDU-ČSL podmínil dobrým výsledkem v krajských volbách. Dne 14. října 2024 oznámil, že bude kandidovat na předsedu KDU-ČSL. Na sjezdu strany konaném o několik dní později však ve volbě neuspěl, když byl předsedou strany zvolen jeho protikandidát Marek Výborný.

## Spory a nesoulad s KDU-ČSL
Svými spolustraníky je častokrát nazýván jako solitér a sólový hráč, který by jako předseda stranu nedokázal stmelovat. Některými liberálnějšími členy bývá označován dokonce jako populista či extrémista. Někteří lidovečtí členové jej a jeho stoupence vtipně označují za „čunkofleky“ či za „katolibance“. Některými kolegy je mu pak vyčítána jeho vstřícnost k hnutí ANO 2011 a jeho stávajícímu předsedovi Andreji Babišovi, kvůli čemuž bývá častokrát označován jako spojenec posledně jmenovaného.
| „                               | Jirku Čunka znám moc dobře, ale nechci ho nějak komentovat. Je to standardní ve všech politických stranách. Každý máme někoho, kdo je do jisté míry solitér, třeba v ODS mě napadá europoslanec Jan Zahradil, to je podobný příběh. Každá strana má někoho takového, kdo jde hodně mimo proud a někdy třeba straně nastavuje zrcadlo, což nemusí být špatně. Zrcadlo velmi kritické i vůči vlastní straně. Pomůže to k možné katarzi a uvědomění si, že neděláme všechno dobře. Ale na druhou stranu to není někdo, kdo by určoval směr a linii KDU-ČSL. | “ |
| — Marek Výborný o Jiřím Čunkovi | |   |

Již v roce 2017 začal mít problémy a projevovat nesouhlas s tehdejším předsedou KDU-ČSL Pavlem Bělobrádkem.
Dlouhodobě kritizuje nejen svou stranu, ale i celou vládu Petra Fiala, která podle něj dělá nepopulární kroky. Podle něj to škodí nejen jí samotné, ale hlavně KDU-ČSL, která v ní začíná ztrácet identitu.
Dlouhodobě také kritizuje směřování vlastní strany. Lidovci prý podle něj upouštějí od svého programu a stávají se pevnou součástí SPOLU. Nevyhýbal by se prý spolupráci s hnutím ANO a SPD. Oznámil také, že ve straně musí čelit názorům vůči maďarskému premiérovi Viktoru Orbánovi.
Ačkoliv KDU-ČSL ve druhém kole prezidentských voleb 2023, stejně jako celá vláda, jednoznačně podpořila prezidentského kandidáta Petra Pavla, Jiří Čunek byl jeho ostrým kritikem. V prvním kole podpořil senátního kolegu Pavla Fischera, který byl jedním ze tří vládou podporovaných kandidátů. Koho bude volit v druhém kole však neprozradil. Petra Pavla nazval komunistickým rozvědčíkem či člověkem bez názoru, kterého řídí pouze jeho PR tým a o kterém na rozdíl od Andreje Babiše vůbec nic neví.
V lednu 2024 také oznámil, že by měl předseda lidovců Marian Jurečka kvůli svému vánočním večírku pro zaměstnance ministerstva práce a sociálních věcí v době střelby na filozofické fakultě rezignovat na svůj post. Dalším důvodem podle něj bylo, že Jurečka jako ministr práce a sociálních věcí nedělá lidoveckou politiku.
Spekulovalo se, že na lidoveckém celostátním sjezdu bude kandidovat na předsedu KDU-ČSL. Údajně byl přemlouván i svými spolustraníky. Na konci února 2024 se pak setkal s nespokojenými lidovci a voliči KDU-ČSL z Českobudějovicka, kteří vyslovili obavu o to, jestli KDU-ČSL bude i v budoucnu hájit konzervativní hodnoty. Jiří Čunek na setkání opět kritizoval koalici SPOLU se slovy, že její jediný cíl bylo porazit expremiéra Andreje Babiše. Dále uvedl, že ač v plno věcech se SPOLU nesouhlasí, ODS je jeho nejbližším spojencem. Kritizoval posléze lidovecké senátory Lumíra Kantora a Miluši Horskou, kteří při hlasování v senátu neúspěšně podpořili ratifikaci Istanbulské úmluvy, se slovy, že takoví lidé v KDU-ČSL nemají co dělat. Na otázku, kdo by měl být příštím lidoveckým předsedou uvedl, že určitě ne jihomoravský hejtman Jan Grolich, který je podle něj společně s poslankyní Marií Jílkovou příkladem toho, kam by strana neměla směřovat. Posléze uvedl, že s nespokojenou částí lidovců bude hledat kandidáta na nového předsedu KDU-ČSL. Sám uvedl, že vlastní kandidaturu na předsedu lidovců nevylučuje.
V dubnu 2024 kritizoval lidoveckého ministra životního prostředí Petra Hladíka za návrh na vyloučení bývalého lidoveckého předsedy a ministra zahraničí Cyrila Svobody.
Dne 14. října 2024 na sociálních sítích oznámil, že bude kandidovat na předsedu KDU-ČSL. Svou kandidaturu odůvodnil odklonem od konzervativních hodnot a od sociální politiky.
Ve svém projevu na lidoveckém sjezdu opět kritizoval Petra Hladíka, který jako ministr životního prostředí prosazoval projekty velkoplošné ochrany přírody, která omezuje hospodaření zemědělců a lesníků, a která podle Čunka komplikuje život lidem na vesnicích. Dále kritizoval vládu za znovunezavedení superhrubé mzdy se slovy, že bohatí z jejího znovunezavedení mohou profitovat, ale sociálně ohrožení z ní nic nemají. Dále se také vyslovil pro znovuzavedení povinné vojenské služby, trvající několik měsíců. Ve svém projevu také uvedl, že o konzervativní strany je nebývalý zájem a jako příklad uvedl německou AfD, kterou volilo 30 % mladých. Na sjezdu však získal 53 z necelých 300 delegátských hlasů a tak se nedostal do druhého kola a předsedou se nestal. Na některé spolustraníky působil jeho projev kontroverzně. Po své neúspěšné kandidatuře posléze prohlásil, že by se musel stát zázrak, aby lidovcům stouply preference, a že vyhrálo totéž vedení, co stranu přivedlo k bankrotu.
Dlouhodobě se účastní akcí, na nichž vystupují vládní kritici. V polovině září 2024 se zúčastnil konference „Pátek třináctého pro českou pravici“, na níž vystoupili např. Boris Šťastný, Filip Turek, Patrik Nacher či Jan Zahradil. V prosinci téhož roku se účastnil prvního kongresu strany Motoristé sobě, kterou jeho strana považovala za populistickou, a kde dokonce pronesl projev. Europoslanec za koalici Přísaha+Motoristé Filip Turek mu za jeho účast na kongresu poděkoval se slovy: „Pana Čunka si nesmírně vážím. S hromadou jeho názorů souhlasím,“. Vedení KDU-ČSL se od Čunkova kroku distancovalo. V prosinci roku 2024 také uvedl, že by Čunka rád společně se Zahradilem viděl ve straně Motoristé sobě, které je Turek čestný prezident.
Jako člen Senátu Parlamentu České republiky častokrát hlasoval proti vlastnímu senátorskému klubu KDU-ČSL a to například, když hlasoval proti konsolidačnímu balíčku, proti zrušení superhrubé mzdy, proti schválení korespondenční volby, pro zmrazení platů politiků či proti navýšení koncesionářských poplatků.
Při volbách prezidenta Spojených států amerických v roce 2024 podpořil Donalda Trumpa, který bývá politiky z KDU-ČSL kritizován.
Dne 10. května 2025 se zúčastnil přednášky konzervativního kempu v Seči, na níž byli přítomni opět europoslanec Filip Turek, předseda hnutí Stačilo! Daniel Sterzik či předseda hnutí SPD Tomio Okamura. Na této akci kritizoval kroky vlády Petra Fialy a jako jednu z jejích největších chyb uvedl ministra zahraničí Jana Lipavského, který podle něj svou práci dělá tak špatně, že "čím méně cizích jazyků bude Lipánek umět, tím lepší to bude, protože nebude v jiných zemích dělat ostudu".
Již během své rostoucí popularity měl několik nabídek od více stran, všechny ale odmítl.

## Charakteristika
Bývá označován za neformálního představitele konzervativního křídla KDU-ČSL, které však v současné době oproti minulým desetiletím není příliš aktivní. Je považován za kontroverzního politika, který si libuje v politické nekorektnosti a nebojí se říci svůj názor, i když bude částí společenosti odsouzen, za což je stále poměrně populární. Některými spíše liberálnějšími médii a spolky či osobnostmi bývá označován za rasistu, homofoba, odpůrce ženských práv a xenofoba. V protikladu s tímto tvrzením však stojí mnohé činy Jiřího Čunka, opakovaně se například postavil za přijetí menšího počtu syrských sirotků do České republiky. V roce 2018 rovněž podpořil prezidentskou kandidaturu Jiřího Drahoše, který je považován za liberála. Opakovaně kritizoval politiku bývalého prezidenta Miloše Zemana, tak bývalého premiéra Andreje Babiše, ačkoli některými senátory je považován za spojence posledně jmenovaného. To však odmítá.

## Kontroverze

### Aféra se sexuálním obtěžováním
Dne 19. září 2006 Čunek zveřejnil v regionálním týdeníku Jalovec dopis své bývalé sekretářky Marcely Urbanové zaslaný jemu a dalším osobám, v němž ho obvinila z pracovní diskriminace a sexuálního obtěžování. Označil to za mstu za propuštění, respektive pokus ovlivnit projednávání v radě města její žádosti o snížení nájmu za restauraci, a podal na ni trestní oznámení pro pomluvu a vydírání.

### Přestěhování romských obyvatel
Krátce před komunálními a senátními volbami v říjnu 2006 nechal Čunek přestěhovat 36 romských rodin tzv. „nepřizpůsobivých občanů“ (celkem asi 230 lidí) z chátrajícího pavlačového domu u vsetínské polikliniky, který byl vzápětí zbořen, do dvou domů smontovaných z obytných buněk s použitím financí ze Státního fondu rozvoje bydlení (polovina z celkových nákladů 40 milionů Kč) v místní části Poschlá. Kritikové to označují za tvorbu romského ghetta, zastánci projektu naopak poukazují na značně zvýšenou životní úroveň oproti původnímu domu, existenci samosprávy a působení nevládních organizací, především střediska Diakonie Českobratrské církve evangelické v místě.[zdroj?]
Sedmi rodinám o asi 100 lidech, jimž podle rozhodnutí soudu nemuselo zajistit náhradní ubytování (zčásti i proto, že měli nájemní smlouvy na dobu určitou), město nabídlo starší rodinné domy mimo Zlínský kraj, konkrétně v okrese Jeseník, na jejichž zakoupení jim poskytlo bezúročné půjčky na dobu až 20 let se splátkami kolem 2 000 Kč měsíčně. Přestože se jednalo o nepřizpůsobivé a nájem neplatící rodiny, jež mohla radnice podle zákony bez náhrady vystěhovat na ulici, řada z Romů si stěžovala: uvádí, že „plnou moc zástupcům, kteří uzavřeli kupní smlouvu za ně, podepsali pod hrozbou vystěhování na ulici a odebrání dětí, v časové tísni a aniž domy viděli; platby zahrnují provize realitkám, jejichž služby si neobjednali, protože veškerá jednání o tom, kde a jaký dům zakoupit, vedla radnice“, do Vsetína, kde dlouhodobě žili a nyní do něj musejí obtížně dojíždět na úřady atp., se chtějí vrátit (někteří tak již učinili). Jejich přestěhování mimo Vsetín kritizovali členové romských organizací a další jako porušování lidských práv a místní samosprávy cílových obcí, jež nebyly o akci informovány, a krajští politici jako přesouvání problému na cizí úkor. Na Čunka bylo podáno přes 10 trestních oznámení.[zdroj?]
Svůj postup obhajoval tím, že zákon by umožňoval i vystěhování na ulici bez náhrady, ovšem uznává, že „jejich vina je menší než vina státu, [který] vlastně si tyto lidi vychoval“ a vzniklé sociální problémy by byly neúnosné („Navíc si uvědomme, jak by vypadalo město, kde by bloudilo 300 bezprizorních Romů.“). Na domy dvou rodin vystěhovaných na Jesenicko podala vsetínská radnice počátkem prosince návrh na exekuci kvůli dřívějším dluhům za nájemné a penále.
Jedna rodina vystěhovaná na Prostějovsko údajně za nájem nedlužila a nejméně dvě vystěhované na Jesenicko platily nájem přes takzvaný institut zvláštního příjemce přímo ze sociálních dávek. Čunek takový postup principiálně odmítal („způsob, který oba dva popisujete, je právě to je naprosto demotivační, abychom my jim brali ty sociální dávky neboli dávky na bydlení a proměňovali je za nájem. Ne, je potřeba udělat to, co jsme udělali my, teď jsme jim řekli, kdo nezaplatí nájem, protože na to od státu peníze dostává, bude vystěhován.“ „Moji oponenti – třeba Kateřina Jacques či pan Horváth – namítají: vždyť můžeme těm lidem brát dávky a platit z nich dávky. To je naprostý omyl. Tím je špatně vychováváme: oni se přece musí naučit, že se platí nájem. Je potřeba vést je ke zodpovědnosti.“).
Velkou kritiku a srovnávání s nacismem vyvolalo, když v pořadu TV Nova Na vlastní oči 1. listopadu řekl „já čistím jenom od vředů. To dělají lékaři taky.“ Hájil se tím, že pouze reagoval na dotaz redaktorky „A nebojíte se toho, že to je ta špatná vstupenka do toho Senátu, tady čistič, Čunek čistič se bude říkat?“, respektive „Já bych i divákům chtěl říct, že jsem tento výrok nevymyslel já, ten vymyslel jeden z politických konkurentů, který ho napsal do novin“ a že vředem mínil sociální problém, který dům představoval, nikoli Romy jako takové. 2. listopadu ve zpravodajství České televize řekl: „Já především nevím za co teda, takže určitě, když nevím za co, tak se nikomu omlouvat nebudu,“ týž den v novinách vyšlých 3. listopadu „Co se týká čištění vředu, tak to si myslím stále. Neřekl jsem to vůči nějaké skupině lidí, ale obecně. Česká republika má řadu vředů, které je potřeba řešit a vyčistit je. Já si připadám jako lékař, který tyto vředy čistí. (…) Pan Kasal, pokud to řekl [že Čunkův postup je v rozporu se zásadami KDU-ČSL], tak se přidal k těm, kteří blábolí o problému, o němž nic nevědí“ a „Já tím vředem myslím problémy města. Ale to nejsou ti lidé ani ta komunita. Kdybych si to myslel, tak bychom jim nepostavili nové byty a nedali jim půjčky“. Na celostátní konferenci KDU-ČSL 3. listopadu ukončil svůj proslov slovy: „Řekl jsem, že ten dům je vředem na tváři Vsetína. Teď už není.“ a sklidil dlouhý aplaus; konference poté schválila usnesení, že „odmítá mediální dezinformace směřující k diskreditaci senátora KDU-ČSL Jiřího Čunka v souvislosti s řešením romské problematiky ve Vsetíně“. Později rétoriku zmírnil:
Já se obávám, že už nebudu dále hrát s tím slovem vřed. Protože pro některé by to mohlo znít až příliš pejorativně. Tím slovem byl od začátku myšlen ten pavlačový dům a není třeba používat tak silného výrazu pro všechno.
Takže vy v lidové straně vředy nemáte?
Tak vřídky tam máme, to určitě. Problémky.
Pojďme k těm vřídkům. Které byste vyčistil?
Ale já bych ani nechtěl nic řezat, čistit. Nechtěl bych tam vystupovat proti něčemu, ale spíš něco řešit.
Členové senátního Výboru pro vzdělávání, vědu, kulturu, lidská práva a petice po výjezdním zasedání ve Vsetíně 7. prosince nejprve prohlásili, že přestěhování Romů do Poschlé bylo v pořádku, ale po návštěvě domů vystěhovaných rodin na Jesenicku následující den ostře zkritizovali jejich stav, průběh stěhování provedeného spěšně v pozdních denních hodinách a uvedli, že tím vsetínská radnice zřejmě porušila lidská práva: „Romové předem nevěděli, do čeho jdou. Nemohli si své domy prohlédnout a smlouvy podepisovali pod nátlakem. Byla zneužita jejich právní nevědomost, měli být mnohem více poučeni právníkem,“ řekl senátor Josef Pavlata.
Dne 13. června 2007 byla zveřejněná zpráva Veřejného ochránce práv Otakara Motejla, která mimo jiné konstatovala, že vystěhováním občanů Vsetína na Jesenicko, Prostějovsko a Uherskohradišťsko byla porušena jejich základní práva na respektování rodinného a soukromého života.
Vyvrcholení celé romské kauzy nastalo 30. března 2007, kdy na otázku čtenáře deníku Blesk, zda bude stát dotovat všechny své občany podobným způsobem jako Romy, v nadsázce odpověděl: „To se budete muset jet někam opálit, začít dělat s rodinou binec, na náměstí dělat ohně a potom se vás teprve někteří politici zastanou a řeknou – on je chudák.“ Tento výrok vyvolal vlnu nevole – Jiří Čunek byl obviňován z rasismu a xenofobie, šestnáct romských organizací výrok označilo za „nástup klerofašismu v České republice“ a vyzvalo premiéra Mirka Topolánka, aby se od Čunkových výroků distancoval. K protestu se připojil i bývalý zmocněnec pro lidská práva, chartista Petr Uhl, kritizovala jej i ministryně Džamila Stehlíková.[zdroj?]

### Trestní stíhání
Dne 16. ledna 2007 požádala ostravská policie Senát, aby zbavil Čunka imunity před trestním stíháním; po počátečním tajení detailů bylo zveřejněno, že je obviněn z přijetí půlmilionového úplatku od společnosti H&B REAL, jejímž prostřednictvím Vsetín prodával nájemníkům podnikové byty zkrachovalé Zbrojovky, v únoru 2002. Čunek, na nějž bylo podle jeho slov podáno celkem 16 trestních oznámení, oznámil, že bude s vydáním souhlasit, na jednání Senátu 7. února o to však výslovně nepožádal a byl vydán těsným poměrem 38 hlasů proti 26 s 8 zdrženími.
Během ledna a začátkem února vydal několik prohlášení o původu peněz, které si uložil na účet týž den, co si realitní firma podobnou částku v hotovosti vybrala z banky. Za vágnost, nejednoznačnost a opožděnost těchto vysvětlení byl kritizován médii, opozicí i koaliční Stranou zelených; jeho popularita u veřejnosti prudce klesla. 10. února policie obvinila i ředitele H&B REAL Petra Hurtu.[zdroj?]
V květnu 2007 olomoucká policie obvinila několik svědků z křivé výpovědi ve prospěch Čunka, kteří podle vyšetřovatelů falešně svědčili o tom, že nemohl ve Vsetíně převzít půlmilionový úplatek, protože byl v té době na jiném místě.[zdroj?] V červnu 2007 Nejvyšší státní zastupitelství případ odňalo přerovskému státnímu zástupci Radimu Obstovi a přikázalo jej jihlavskému okresnímu státnímu zástupci Arifu Salichovi s odůvodněním, že Obst se dopustil závažných procesních pochybení. Jedním z nich bylo, že místně nepříslušné přerovské státní zastupitelství dozorovalo trestní řízení ve fázi trestního stíhání, zatímco mu bylo krajským státním zastupitelstvím přikázano dozorovat věc jen po dobu prověřování. Ze zákona bylo příslušné k dozoru trestního stíhání Okresní státní zastupitelství ve Vsetíně. Salichov oznámil, že plánuje odvolat z případu stávajícího vyšetřovatele Milana Šošovičku, který se podle něj též dopustil řady pochybení – jako nejzávažnější uvedl nadstandardní vztahy mezi vyšetřovatelem a korunní svědkyní.
Další pochybnost se objevila v souvislosti s jeho uložením jednoho milionu korun ve zkrachovalé Universal bance v Opavě. V té době měl totiž ztracený občanský průkaz, a tak nemohl uložit vklad. Čunek tvrdil, že jako známá osoba jej při vkladu nepotřeboval.
Dne 7. srpna 2007 státní zástupce Arif Salichov trestní stíhání zastavil, protože „je nepochybné, že se nestaly skutky, kvůli nimž se stíhání [vedlo]“.
Dne 25. října 2007 nejvyšší státní zástupkyně rozhodla o zrušení usnesení okresního státního zástupce v Jihlavě o zastavení trestního stíhání obviněných Jiřího Čunka a Ing. Petra Hurty s tím, že předmětné rozhodnutí bylo učiněno předčasně a byť řízení Okresního státního zastupitelství Jihlava v této trestní věci bylo vedeno správným směrem se zaměřením na všechny rozhodné skutečnosti, je nezbytné ho doplnit provedením dalších úkonů spočívajících zejména ve znaleckém dokazování a výslechu dalších svědků.
Dne 13. května 2008 zveřejnil usnesení Arifa Salichova ze dne 16. listopadu 2007 zdůvodňující zastavení trestního stíhání. Salichovo usnesení poukazovalo na nedůvěryhodnost korunní svědkyně Marcely Urbanové a zpochybňovalo i motiv uplácení. Město Vsetín při převodu podílu ve společnosti Vsetínské byty, s.r.o. na společnost H&B Real, k.s. získalo 3,6 mil. Kč, avšak dle uzavřené smlouvy mělo město povinnost svůj podíl odprodat i za 50 tis. Kč, uvádí Salichov. Uskutečněný prodej byl podle Salichova jednoznačně výhodný pro město Vsetín, a tudíž korupci vylučuje (str. 23–25 usnesení). Kompletní text Salichova rozhodnutí zveřejnily servery Novinky.cz a iDNES.cz. V roce 2011 vyšlo najevo, že posudek znalce, podle kterého mělo město dostat za prodej až 6,7 mil. Kč, byl velmi zkreslený, znalec za něj navíc dostal nestandardně vysokou odměnu.
Dne 1. 10. 2009 Nejvyšší soud uvedl, že v trestním stíhání Čunka byl porušen zákon v jeho neprospěch. Nejvyšší soud konstatoval, že Okresní státní zastupitelství v Přerově bylo nepříslušné pro dozor nad trestním stíháním a tato chyba byla napravena přikázáním věci Okresnímu státnímu zastupitelství v Jihlavě.[zdroj?]

### Řízení o porušení povinnosti veřejného činitele
V červenci 2007 na něj podal novinář a právník Tomáš Němeček žalobu podle zákona o střetu zájmů. Krajský soud v Ostravě dne 17. ledna 2008 rozhodnul, že Jiří Čunek porušil povinnost veřejného funkcionáře tím, že v oznámení o činnostech, majetku, příjmech, darech a závazcích, které učinil dne 26. března 2007 v souvislosti s ukončením funkce starosty města Vsetín, neuvedl, že má nesplacený hypoteční úvěr u Komerční banky, a uložil mu pokutu ve výši 20 000 Kč. Rozsudkem Nejvyššího správního soudu ze dne 19. prosince 2008 byl v důsledku změny právní úpravy střetu zájmů rozsudek krajského soudu s účinností ke dni 20. červnu 2008 zrušen a řízení bylo zastaveno. Tomáš Němeček měl možnost vznést svá obvinění proti Jiřímu Čunkovi znovu v přestupkovém řízení.[zdroj?]

### Čerpání sociálních dávek
V pondělí 29. října 2007 zveřejnila Česká televize v pořadu Reportéři ČT informaci, podle níž Čunek v období před deseti lety pobíral sociální dávky, přičemž ve stejné době uložil do několika bank tři a půl milionu korun (při tomto ukládání údajně používal občanský průkaz, jehož ztrátu ohlásil několik měsíců předtím). V souvislosti s touto reportáží bylo následující den podáno trestní oznámení. Předseda vlády Mirek Topolánek vyslovil požadavek, aby buď toto obvinění vysvětlil, anebo opustil vládu.
Čunek odmítl, že by dávky pobíral neoprávněně, v následujících dnech bylo prokázáno, že na ně měl skutečně nárok. Přesto oznámil 1. listopadu, že 7. 11. rezignuje na vládní funkce, a to z toho důvodu, že nejvyšší státní zástupkyně znovu otevřela vyšetřování jeho údajné úplatkářské aféry.[zdroj?]
Dne 6. listopadu vysvětlil před vedením KDU-ČSL, že 2,5 milionu korun na jeho účtech pocházelo od příbuzných a zbylý milion ušetřili. Obhájil tak své setrvání v čele strany. Státní zastupitelství pak 30. ledna 2008 kauzu odložilo s tím, že se nejedná o podezření ze spáchání trestného činu.

### Zásahy do chodu základních škol

#### Zákaz používání mobilních telefonů
V červenci 2024 rozhodli radní města Vsetína, že ve všech pěti základních školách zřizovaných městem bude od školního roku 2024/2025 platit pro žáky úplný zákaz používání mobilních telefonů při vyučovacích hodinách i během přestávek. Žáci musejí ráno před vyučováním odevzdat mobil do uzamykatelného boxu a po vyučování ho dostanou zpět. Školský zákon zákaz používání mobilních telefonů a jiných elektronických zařízení umožňuje.
Jiří Čunek jakožto primátor Vsetína toto nařízení hájil a řekl, že jeho záměrem je, aby se žáci lépe soustředili a také aby se více socializovali. Pokud by se prý některý z rodičů potřeboval se svým dítětem urgentně spojit, má kontaktovat vedení dané školy. Řekl také, že kdyby se stal hejtmanem Zlínského kraje, usiloval by o podobný zákaz ve všech základních školách v kraji. Zároveň se prý z pozice senátora snaží působit na ministerstvo školství, aby tento zákaz zavedlo zákonem v celé ČR.
Podle ministerstva školství je však takový direktivní postup nezákonný – zřizovatel školy nemůže určovat, co má mít daná škola ve svém řádu, to si musí schválit sama školská rada. Čunek se proti tomu ohradil a řekl: „Místo aby to udělal stát, jen posílá přes ministerstvo školství svůj názor. My máme jiný názor, necháme to tak, zákaz zůstane v platnosti.“ Na školy však prý nemusel vyvíjet žádný nátlak, protože ohledně zákazu mobilů panovala mezi městskou radou a školami shoda. Ředitelé škol by ho prý tak jako tak poslechli, protože městská rada schvaluje jejich odměny.
Nařízení vyvolalo rozporuplné reakce. Podle průzkumu z roku 2018 schvalují zákaz mobilů ve škole zhruba dvě třetiny rodičů. Mezi učiteli je poměr vyrovnaný – minimálně třetina kantorů se naopak snaží mobily do výuky zapojit.

#### Zrušení školní akce
Na přelomu května a června 2025 se měla na vsetínské ZŠ Ohrada konat akce „kluk v sukni, holka v saku“, kterou vymyslel tamní žákovský parlament a kdy měli chlapci přijít do školy v ženském oblečení a dívky naopak v oblečení mužském. Jiří Čunek však požádal ředitelku školy, aby akci zrušila, protože se na něj prý obraceli rodiče s obavami, že někdo chce jejich děti učit o transgenderové problematice. Ředitelka mu následně vyhověla.
Čunek prý „chápal, že se jedná o dětskou legraci a nikoli projev genderové ideologie“, ale zároveň „byl rád, že paní ředitelka projekt stopla, protože o těchto věcech musíme více mluvit.“ Vyjádřil také „velkou radost nad tím, že je díky reakcím rodičů a veřejnosti vidět, že Valašsko je normální, projevy záměny pohlaví a podobně nese velmi těžce a genderová ideologie, která rozvrací vztahy a bohužel i státy, se tady neujala.“
I tento Čunkův krok vyvolal rozporuplné reakce. Někteří lidé Čunka chválili, jiní ho naopak kritizovali za přehnanou reakci na školní recesi.

#### Postoj a vyjádření k novele školského zákona
Čunek společně se senátory Stanislavem Balíkem, Michalem Canovem, Milošem Vystrčilem a Vladimírou Ludkovou obhajoval změny v novele školského zákona, kterou vrátili zpět k projednání Poslanecké sněmovně. V Senátu neprošlo zákaz propadání v 1. ročníku základní školy, zrušení známkování v 1. a 2. ročníku a automatický nárok na asistenta pedagoga při více než 15 žácích ve třídě. Čunek při nočním jednání Senátu komentoval své postoje slovy: „To je úplně zvrácená filozofie, že ten, který nemá nohu, bude běžet závod, stovku, a to proto, abychom byli ke všem stejní.“

## Film
Režisér Robert Sedláček se kolem roku 2010 chystal o Jiřím Čunkovi natočit film, Státní fond České republiky pro podporu a rozvoj české kinematografie však projekt nepodpořil a film nevznikl.